# Porúbka (powiat Sobrance)
Porúbka – wieś (obec) na Słowacji położona w kraju koszyckim, w powiecie Sobrance. Pierwsze wzmianki o miejscowości pochodzą z roku 1411.
Według danych z dnia 31 grudnia 2012, wieś zamieszkiwało 431 osób, w tym 229 kobiet i 202 mężczyzn.
W 2001 roku rozkład populacji względem narodowości i przynależności etnicznej wyglądał następująco:
- Słowacy – 96,62%
- Czesi – 1,27%
- Ukraińcy – 0,42%

Ze względu na wyznawaną religię struktura mieszkańców kształtowała się w 2001 roku następująco:
- Katolicy rzymscy – 52,95%
- Grekokatolicy – 41,77%
- Prawosławni – 1,05%
- Ateiści – 0,63%
- Nie podano – 2,11%